# 体性感覚誘発電位
体性感覚誘発電位（たいせいかんかくゆうはつでんい、英：somatosensory evoked potentials,SEP）とは、体性感覚刺激によって中枢神経系、一部末梢神経にも誘発される電位である。深部感覚の伝導路である後索-内側毛帯系の検査である。方法は施設によって大きく異なるがここでは誘発電位マニュアルに基づいて解説を行う。

## 原理
感覚神経を刺激することで頭皮上の置いた電極で記録をとる。脳波に比べて電位が小さいため平均加算を行い記録をする。各波形は極性と潜時で命名される。陽性ならばP、陰性ならばNが頭文字となり、潜時が30msecで陰性波ならばN30となる。神経伝導による近位電場電位と容積電導による遠隔電場電位が記録される。

## 上肢SEP

### 方法
筋電計を用いて測定を行う。鎖骨上窩（Erb点、Ep1、Ep2）、C5ないしC7棘突起上（C5S、C7S）、手の感覚野CP3、CP4に記録電極をおき、基準電極はFzまたは頭蓋外におく。CP3の代用としてはCzの2cm後方、耳朶にむかって7cm進んだ点C3'で代用する方法もある。左刺激を例に取ると、
| Ch  | 陰極 | 陽極 |
| --- | ---- | ---- |
| Ch1 | C4'  | Fz   |
| Ch2 | C4'  | Ep2  |
| Ch3 | C5S  | Fz   |
| Ch4 | Ep1  | Fz   |

などがよく知られている誘導である。

### 結果
| 波形         | 由来                 | 正常値（平均±SD） | 正常上限（平均+3SD） |
| ------------ | -------------------- | ----------------- | -------------------- |
| N9           | 上腕神経叢           | 9.29±0.58         | 11.03                |
| N13          | 脊髄後角             | 12.67±0.79        | 15.04                |
| N20          | 大脳皮質感覚野（3b） | 18.63±0.94        | 21.45                |
| P25          | 大脳皮質感覚野(1)    |                   |                      |
| N13-N20(CCT) | 中枢感覚伝導時間     | 5.89±0.48         | 7.33                 |

正中神経を手根部で刺激すると、Erb点からN9、頚椎棘突起からN13、頭皮上の手の感覚野からN20が記録される。それぞれの発生源は上腕神経叢、脊髄後角、大脳皮質感覚野である。基準電極を頭蓋外に置くと遠隔電場電位としてP9、P11、P13-14複合、N18が記録される。その発生源は上腕神経叢、頸髄後索、下部脳幹（頸髄-延髄接合部付近、後索核）、大後頭孔から視床までの脳幹部とされている。上肢SEPでは脳幹電位であるP13-14複合が高確率で検出できることから脊髄病変と脳幹部より上位の病変を区別できる。

## 下肢SEP

### 方法
筋電計を用いて測定を行う。頭部および脊椎に皿電極をはる。下肢では記録電極はL4、Th12、足の感覚野Cz'（Czの2cm後ろ）におく。基準電極としてはFzまたは頭蓋外に置くのが一般的である。刺激側の反対側の上前腸骨棘(lc)を用いる場合が多い。giant SEPの評価を行うには刺激同側の耳朶（A1およびA2）に基準電極を置く必要がある。また脊髄の電位の検出のためL4やTh12の頭側に4～10cm程にL4’、Th12'などを置くこともある。これは腰仙部誘発電位を検出するためのものである。
| Ch  | 陰極 | 陽極 |
| --- | ---- | ---- |
| Ch1 | Cz'  | Fz   |
| Ch2 | Cz'  | lc2  |
| Ch3 | Th12 | lc2  |
| Ch4 | L4   | lc2  |

が一般的に行われる誘導である。

### 結果
| 波形         | 由来             | 正常値（平均±SD） | 正常上限（平均+3SD） |
| ------------ | ---------------- | ----------------- | -------------------- |
| N17          | 馬尾             | 17.54±1.25        | 21.29                |
| N20          | 脊髄後角         | 20.02±1.45        | 24.37                |
| P37          | 大脳皮質感覚野   | 36.91±2.48        | 44.35                |
| N45          | 大脳皮質感覚野   |                   |                      |
| N20-P37(CCT) | 中枢感覚伝導時間 | 16.88±1.65        | 21.83                |